# Наседкин, Николай Александрович
Николай Александрович Наседкин (1902 — 1943) — начальник (по другим данным заместитель начальника) политического отдела Особого корпуса ЖДВ РККА, бригадный комиссар (в некоторых источниках информации корпусной комиссар).

## Биография
Родился в русской мещанской семье. Окончил полный курс реального училища в 1917. Член РКП(б) с 1918. В РККА с сентября 1919. Участвовал в боях на Западном фронте в составе 65-го отдельного полка Минской стрелковой дивизии в 1919-1920. В период нахождения в плену служил в Западной добровольческой армии под командованием Булак-Балаховича с 1 октября по 3 декабря 1920. Затем вернулся на службу в Красную армию и участвовал в подавлении Антоновского мятежа в составе отряда Моршанского уездного военкомата в 1921. Всего за время войны был 3 раза ранен.
В 1924 инструктор по партийному строительству политотдела 3-й Бессарабской кавалерийской дивизии. 14 октября 1927 назначен начальником организационной части 5-й Ставропольской имени Блинова кавалерийской дивизии, после чего 28 января 1928 переведён на ту же должность в политотдел 4-й Ленинградской кавалерийской дивизии. В 20-х числах июля 1929 назначается начальником политотдела и помощником по политической части командира 5-й Кубанской отдельной кавалерийской бригады, затем начальник политотдела 15-й кавалерийской дивизии. 27 сентября 1932 становится начальником 1-го сектора политуправления Особой краснознамённой дальневосточной армии (ОКДВА). 13 июня 1934 назначен заместителем начальника политотдела Особого железнодорожного корпуса. В конце 1937 возможно являлся начальником политического отдела Особого корпуса ЖДВ РККА.
14 декабря 1937 освобождён от занимаемой должности, а затем и уволен из РККА по статье 44 пункт «в» (в связи с арестом органами НКВД). Арестован 13 января 1938, приговорён ВКВС 25 апреля 1938 к заключению, умер в ИТЛ, реабилитирован посмертно 23 июня 1956.

## Звания
- бригадный комиссар (10 мая 1936);
- корпусной комиссар (вероятно ошибка в источниках информации).

## Награды
- орден Красного Знамени (22.02.1930).

## Семья
Жена — Ефросинья Ивановна Ерофеева (Жемайтис, Наседкина) (1903 — 1991).